# Энергосбыт
Энергосбыт — деятельность по продаже электрической и тепловой энергии потребителям (в значении «сбыт (продажа) энергии»). Термином «энергосбыт» также обозначают энергосбытовые организации, осуществляющие в качестве основного вида деятельности продажу произведённой или приобретённой электрической энергии.
Включает следующие основные составляющие:
- энерготрейдинг — покупка энергии на оптовом рынке и у производителей розничного рынка (при работе в качестве отдельной компании);
- заключение договора на передачу электроэнергии и организацию взаимодействия с сетевыми компаниями (при работе в качестве отдельной компании);
- работа на розничном рынке — заключение договоров энергоснабжения с потребителями, съём показаний приборов учёта (иногда эта работа выполняется сетевыми компаниями, организациями, управляющими многоквартирными домами), расчёт полезного отпуска и начисление сумм за плановое и фактическое потребление для потребителей, выписку и выставление счетов потребителям (биллинг), сбор и приём платежей, меры по взысканию задолженности потребителей-должников и неплательщиков.

Идеология энергосбытовой организации — повышение качества обслуживания потребителей за счёт конкуренции в энергосбытовом секторе электроэнергетического бизнеса. По сути,  энергосбытовая организация является представителем интересов потребителя в электроэнергетике  (агентом) и снимает с предприятий нагрузку по взаимодействию с другими энергетическими компаниями (поставщиками и сетевыми организациями) и инфраструктурными организациями (АТС, СО ЕЭС, Совет рынка).

## Энергосбыт в России
До 2005 года энергосбыт существовал как вид деятельности в вертикально-интегрированных энергокомпаниях (на правах филиала или иного структурного подразделения): в АО-энерго («Мосэнерго», «Смоленскэнерго», «Белгородэнерго» и т. п.) — дочерних компаниях РАО «ЕЭС России» и муниципальных компаниях, соединявших деятельность по передаче электрической и тепловой энергии со сбытом.
В 2004—2005 годах прошла реструктуризация энергетики, в результате которой энергосбытовые подразделения вертикально интегрированных АО-энерго были выделены в самостоятельные юридические лица. Акции большинства сбытовых компаний, образованных в результате реформы, были проданы РАО «ЕЭС России» с аукционов до момента прекращения деятельности компании 1 июля 2008 года.
Кроме того, в связи с запретом на совмещение в рамках одного юридического лица или группы аффилированных лиц «естественно-монопольных» (передача и диспетчирование электроэнергии) и «конкурентных» (генерация и сбыт электроэнергии) видов деятельности, было разделено подавляющее большинство муниципальных энергокомпаний — из их состава выделены сбытовые компании.
Энергосбытовые организации, осуществляющие деятельность по энергоснабжению населения, могут получить статус гарантирующего поставщика. Первые гарантирующие поставщики, согласно Постановлению Правительства № 530 от 1 сентября 2006 года, были обязаны начать выполнение своих функций с 1 января 2008 года.
Часть энергосбытовых организаций России входит в Ассоциацию Гарантирующих поставщиков и Энергосбытовых компаний, палату покупателей НП «Совет рынка».
Крупнейшими владельцами сбытовых организаций являются структуры «Интер РАО» (контролирует пять организаций, в том числе Мосэнергосбыт, через «Объединенную энергосбытовую компанию»),  структуры «Газпрома»,  структуры РусГидро, «КЭС-Холдинг», группы компаний «ТНС энерго».
В рейтинге эффективности гарантирующих поставщиков, составленном журналом «ЭнергоРынок» в конце 2007 года, верхние строки заняли: Тюменская энергосбытовая компания, Мосэнергосбыт, Иркутскэнерго, Свердловэнергосбыт, Хакасэнергосбыт, Пермская энергосбытовая компания, Башкирэнерго, Самараэнерго.